# Dãy núi John Crow
John Crow là một dãy núi ở đảo quốc Jamaica. Dãy núi này song song với bờ biển phía Đông bắc của đảo, bao bọc phía tây trung tâm sông Rio Grande cùng với đoạn cuối cùng của dãy Blue ở phía Đông nam. Điểm cao nhất của dãy núi đạt trên 3.750 foot (1.140 m).
Cái tên John Crow đầu tiên được ghi nhận là trong những năm 1820, và gắn với cái tên của loài Kền kền Gà tây. Tên của nó được biết từ trước đến giờ là "Carrion Crow", sau khi tên John Crow trước đó được gắn cho loài Kền kền. Năm 1890, tổng đốc Sir Henry Blake ra lệnh đổi tên thành núi Blake nhưng điều này không thể thực thi được.

## Tự nhiên
Cùng với dãy núi Blue, đây là điểm nóng về đa dạng sinh học các loài bản địa Caribê với rất nhiều các loài thực vật đặc hữu, trong đó phải kể đến các loài rêu, địa y và thực vật có hoa.

## Văn hóa
Dãy núi ẩn chứa những nơi trú ẩn của người Taíno bản địa. Họ trốn chạy khỏi chế độ thuộc địa châu Âu trên khu vực đảo cô lập bằng cách thiết lập mạng lưới đường mòn, các địa điểm cất giấu, khu định cư mà ngay nay trở thành Con đường Di sản Nanny Town. Khu rừng cung cấp thức ăn, kết nối tinh thần và cũng là nơi chứa đựng các di sản văn hóa phi vật thể bao gồm cả các nghi lễ tôn giáo, phương thức chữa bệnh và cả các điệu múa truyền thống.